# Catocala umbra
Catocala umbra är en fjärilsart som beskrevs av Barnes och Benjamin 1927. Catocala umbra ingår i släktet Catocala och familjen nattflyn. Inga underarter finns listade i Catalogue of Life.